# Захаров Петро Андрійович
Петро Андрійович Захаров (нар. 23 червня (6 липня) 1905, село Чекаліно Самарського повіту Самарської губернії, тепер Самарської області, Російська Федерація — 4 травня 1974, місто Москва) — радянський державний діяч, міністр геології СРСР. Кандидат у члени ЦК КПРС у 1952—1956 роках. Кандидат технічних наук (1934).

## Життєпис
З 1914 року працював наймитом у селі Чекаліно. У 1919—1923 роках — швець школи-комуни робітників-підлітків в Самарі.
У 1923—1925 навчався на робітничому факультеті в Самарі, а в 1925—1930 роках — в Московській гірничій академії та Московському інституті кольорових металів і золота.
Член ВКП(б) з 1929 року.
У 1930—1931 роках — заступник начальника прокатного цеху Московського металопрокатного заводу № 5.
З 1931 року — в Московському інституті кольорових металів і золота: аспірант, науковий співробітник (1931—1934), доцент, старший науковий співробітник (1934—1936).
У 1936—1937 роках — в.о. директора науково-дослідної лабораторії Головкольорметобробки Народного комісаріату важкої промисловості СРСР.
1 лютого — 1 вересня 1937 року — відповідальний контролер Комісії партійного контролю при ЦК ВКП(б).
1 вересня — 22 жовтня 1937 року — заступник начальника Групи відповідальних контролерів Комісії партійного контролю при ЦК ВКП(б).
22 жовтня 1937 — 14 січня 1940 року — начальник Головного управління мідної промисловості Народного комісаріату важкої промисловості СРСР (з 1939 року — Народного комісаріату кольорової металургії СРСР).
14 січня 1940 — 26 лютого 1941 року — начальник Управління гірничо-металургійної промисловості НКВС СРСР.
Одночасно 20 січня 1940 — 26 лютого 1941 року — заступник начальник Головного управління таборів НКВС СРСР.
26 лютого 1941 — 11 квітня 1949 року — начальник Управління (Головного управління) таборів і гірничо-металургійних підприємств НКВС (МВС) СРСР.
11 квітня 1949 — 15 березня 1953 року — міністр геології СРСР.
У березні — червні 1953 року — в розпорядженні ЦК КПРС.
У червні — серпні 1953 року — начальник Головного управління державного гірничого нагляду при Раді міністрів СРСР.
У серпні 1953 — 1954 року — заступник міністра геології і охорони надр СРСР — начальник Головного управління гірничого нагляду Міністерства геології і охорони надр СРСР.
У квітні 1954—1958 роках — заступник голови Комітету з нагляду за безпечним веденням робіт у промисловості і гірничому нагляду при Раді міністрів СРСР.
З квітня 1958 року — персональний пенсіонер союзного значення в Москві.
Помер 4 травня 1974 року. Похований в Москві на Новодівочому кладовищі. 

## Спецзвання
- майор державної безпеки (11.09.1941)
- генерал-майор інженерно-технічної служби (22.02.1943)

## Нагороди
- три ордени Леніна (1943,)
- два ордени Трудового Червоного Прапора (27.04.1939, 1941)
- орден Червоної Зірки (1944)
- медалі